# Suessenguthia wallnoeferi
Suessenguthia wallnoeferi är en akantusväxtart som beskrevs av Wassh.. Suessenguthia wallnoeferi ingår i släktet Suessenguthia och familjen akantusväxter. Inga underarter finns listade i Catalogue of Life.